# Jaroslav Křovina
Jaroslav Křovina (18. října 1896 Úpice – 8. června 1942 Praha) byl československý legionář a odbojář z období druhé světové války popravený nacisty.

## Život

### Mládí a první světová válka
Jaroslav Křovina se narodil 18. října 1896 v Úpici. V dětství musel pracovat jako tkadlec v továrně, nakonec ale vystudoval obchodní školu v Hořicích. Po vypuknutí první světové války narukoval na italskou frontu, kde sloužil u výzvědného pluku. V srpnu 1916 byl v prostoru vrcholu Monte Sabotino nad Gorizií zajat a poté strávil téměř dva roky v zajateckém táboře u Neapole. Do československých legií byl přijat v dubnu 1918, do vlasti se vrátil v hodnosti poručíka.

### Mezi světovými válkami
Jaroslav Křovina strávil období mezi lety 1922 a 1925 ve Francii a po návratu pracoval jako cizojazyčný korespondent pro různé firmy, kde uplatnil své jazykové znalosti. V roce 1934 nastoupil na post obecního tajemníka v Horních Počernicích. Byl aktivní v Sokole, kde zastával funkci starosty.

### Protinacistický odboj
Po německé okupaci se Jaroslav Křovina okamžitě zapojil do činnosti Obrany národa a místní organizace V boj. Její náplní byla zpravodajská činnost a organizace odchodů do zahraničí. Po atentátu na Reinharda Heydricha probíhaly 2. června 1942 v Horních Počernicích domovní prohlídky. První prohlídka u Jaroslava Křoviny proběhla bez závad, gestapo se ale vrátilo a při důkladnější druhé prohlídce nalezlo pistoli. Jaroslav Křovina byl zatčen, odsouzen k trestu smrti a 8. června 1942 na Kobyliské střelnici popraven. Na jeho počest je v Horních Počernicích pojmenováno náměstí.